# Sahir Edoo
Abdul Sahir Edoo (* 13. Oktober 1987 in Rose Hill) ist ein mauritischer Badmintonspieler. 

## Karriere
Sahir Edoo gewann 2009 Bronze im Mixed und im Herrendoppel bei der Afrikameisterschaft, 2010 Bronze im Doppel und im Einzel. 2010 siegte er auch bei den Mauritius International und nahm an den Commonwealth Games teil.

## Sportliche Erfolge
| Saison | Veranstaltung           | Disziplin    | Platz | Name                         |
| ------ | ----------------------- | ------------ | ----- | ---------------------------- |
| 2009   | Afrikameisterschaft     | Mixed        | 3     | Sahir Edoo / Shama Aboobakar |
| 2009   | Afrikameisterschaft     | Herrendoppel | 3     | Sahir Edoo / Yoni Louison    |
| 2010   | Mauritius International | Herrendoppel | 1     | Sahir Edoo / Yoni Louison    |
| 2010   | Afrikameisterschaft     | Herrendoppel | 3     | Sahir Edoo / Yoni Louison    |
| 2010   | Afrikameisterschaft     | Herreneinzel | 3     | Sahir Edoo                   |